# Ejército Constitucionalista
El Ejército Constitucionalista fue uno de los múltiples ejércitos mexicanos que surgieron durante la revolución mexicana. Este ejército fue liderado por Venustiano Carranza.

## Antecedentes
México vivía una época de autoritarismo por el puño de Porfirio Díaz, quien ya llevaba casi tres décadas como líder político del país. Esto había generado desconcierto en la población pues se esfumaba la percepción de democracia en el país; la frase "Sufragio efectivo, no reelección" había sido pronunciada por el mismo Díaz en 1871 contra Benito Juárez, y era evidente que no se estaba cumpliendo. Desde San Antonio, Francisco I. Madero proclamó el Plan de San Luis Potosí, que llamaba a tomar las armas contra el gobierno de Díaz el 20 de noviembre de 1910. El conflicto armado tuvo lugar en primera instancia en Puebla, iniciado el 18 de noviembre de 1910 por los Hermanos Serdán Alatriste, después al norte del país y posteriormente se expandió a otras partes del territorio nacional. Una vez que los sublevados ocuparon Ciudad Juárez (Chihuahua), Porfirio Díaz presentó su renuncia y se exilió en Francia.
Partiendo de esta situación, en 1911, a partir de la salida del general Porfirio Díaz, se generó un ambiente de incertidumbre en la República Mexicana con la postulación de Francisco León de la Barra a la Presidencia Interina de la República. Esta crisis generalizada continuó hasta la sucesión al poder de Francisco I. Madero como Presidente de México, nueve meses después, lo que generó distintos acontecimientos que desencadenaron la inestabilidad del país.
La mayoría de estos acontecimientos surgieron en la zona norte, en donde se despojaba de tierras y propiedad privada a ciudadanos de esta área para cedérselas a aquellos terratenientes que fungían como administradores locales en la pasada administración (Porfirio Díaz). Otra razón surge en esa misma zona, donde aquellas colonias militares que fungían como grupos de defensa, ante los inminentes ataques de los indios nativos americanos a la zona, se les despojó de sus propiedades privadas para ser administradas por el gobierno federal. Ésta fue justificación suficiente para que aquellos grupos ejercieran protesta a su derecho de defender su propiedad privada y tierras.
Fernando Moreno establece en Los Ejércitos de la Revolución Mexicana 1910-1920 que como consecuencia de lo anterior, surgieron distintas agrupaciones compartiendo los mismos objetivos: la rebelión en contra del Estado y el asentamiento de un gobierno puramente legítimo que respondiera ante las inquietudes de los ciudadanos. Las agrupaciones desencadenaron una serie de confrontamientos que se llevarían a cabo en el norte de México, que finalmente se extenderían hacia el centro y sur de la República. Esto permitió la adhesión de más grupos, creando así una verdadera oposición ante el gobierno federal comandado por Victoriano Huerta, que fungió como presidente después de traicionar a Francisco I. Madero en el evento conocido como la Decena Trágica.

## El Ejército Constitucionalista

### Creación del primer ejército
La ciudadanía que se opuso al nuevo gobierno huertista, finalmente consiguió alianzas con aquellos partidarios y seguidores que apoyaban incondicionalmente las ideas de Madero, como Genaro M. Velázquez. Asimismo, surgieron movimientos y grupos insurrectos en diversos estados del país en contra de Huerta, como la división del Coronel José María R. Cabanillas en Tamazula, la del Mayor Macario Gaxiola en Los Mochis, la del Coronel José María Ochoa en Villa de Ahome y Juan Carrasco en el sur.
Según Sergio Ortega en su artículo, La etapa constitucionalista, principal problemática que afectaba a los grupos rebeldes era que no contaban con los recursos suficientes para poder atacar y vencer a los ejércitos del gobierno federal. Como consecuencia de acciones fallidas ocurridas en el pasado, estos nuevos movimientos fueron retomados y comenzaron a unificarse bajo el mando de Venustiano Carranza, quien tiene como objetivo mantener el orden constitucional del país. El 19 de febrero de 1913, Carranza promulgó un decreto para que todos los movimientos de insurrección fueran organizados y unificados en un mismo ejército, lo que dio origen formalmente al ejército revolucionario, considerado como el primer ejército constitucionalista en México.

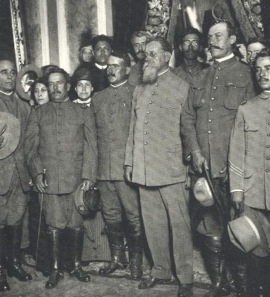
Venustiano Carranza y Álvaro Obregón (1914).

Un mes después, este decreto sería respaldado con la promulgación del Plan de Guadalupe, efectuado el 26 de marzo de 1913, que proclamó en su dictamen un llamado a todas las fuerzas federales y revolucionarias para unirse al movimiento y defender la revolución iniciada por Madero. Distintos líderes dialogaron con Venustiano Carranza para establecer los pactos que conllevarían a un acuerdo estratégico, entre los que destacaron: Francisco Villa, Felipe Ángeles, Álvaro Obregón y Pablo González. Cada uno de ellos comandaba sus respectivas fuerzas militares.  

### Consolidación
Para la organización del Ejército Constitucionalista, Venustiano Carranza emitió ciertos nombramientos y órdenes acordes para la integración del ejército realizado el 4 de julio de 1913, en el Cuartel General de Monclova, en el que se ordenó la creación de 7 cuerpos de ejército, los cuales se conformaron por regiones del país:
| Del Centro    | Zacatecas, Aguascalientes, San Luis Potosí, Guanajuato, Querétaro, Hidalgo y México. |
| Del Noreste   | Coahuila, Nuevo León y Tamaulipas.                                                   |
| Del Noroeste  | Sonora, Chihuahua, Durango, Sinaloa y Baja California (Sur y Norte).                 |
| Del Occidente | Jalisco, Colima, Michoacán y Tepic.                                                  |
| Del Oriente   | Puebla, Tlaxcala y Veracruz.                                                         |
| Del Sur       | Morelos, Guerreo y Oaxaca.                                                           |
| Del Sureste   | Yucatán, Campeche, Tabasco y Chiapas.                                                |

Una vez establecido el ejército revolucionario formalmente, se estableció que la fórmula Obregón (Cuerpo de Ejército del Noroeste)-Villa-González (Cuerpo de Ejército del Noreste) significaría la victoria militar. Se comenzaron a librar batallas contra el ejército federal en cada estado y región de la República Mexicana, siendo la División del Norte (directamente comandada por Francisco Villa), la unidad militar más grande y poderosa del ejército revolucionario.
Mientras tanto, Venustiano Carranza, se desplazaba de la zona norte a la costa del Pacífico sirviendo como mediador entre regiones para preservar la estabilidad y conciliar las diferencias entre las facciones revolucionarias. Por su parte, Álvaro Obregón situó sus tropas en los puertos de Mazatlán y Guaymas, para después trasladarse a los estados de Sinaloa y Jalisco y así consolidarse en la región de los estados de la Costa Pacífica. En el caso del sureste, en la península de Yucatán, Carranza comisionó al general Salvador Alvarado para encabezar las huestes del Ejército Constitucionalista y más tarde gobernara Yucatán, para sofocar algunos brotes rebeldes que se habían manifestado en la región y para allegar recursos económicos a la causa revolucionaria haciendo que la industria henequenera, pujante en la época, hiciera la debida aportación.
De esta manera, el ejército contó con victorias en la región norte, en los estados de las costas del Pacífico y el centro y en la península yucateca. Aunado a esto, la consolidación de los estados del sur, presididos por el General Emiliano Zapata permitió el ejercicio de un control estable a cada uno de los estados de la república mexicana por parte del Ejército Revolucionario. A pesar de los esfuerzos de los líderes militares, la victoria de los constitucionalistas no trajo la paz.

### La Convención de Aguascalientes y los Constitucionalistas
El 1 de octubre de 1914 se iniciaron las juntas de la Convención de Aguascalientes, cuyo fin era la elaboración de programas, reformas y políticas que se deberían llevar a cabo para reestructurar a México después de la Revolución. Sin embargo, surgieron distintas posturas que impidieron que se llegara un acuerdo formal. Por un lado, Francisco Villa y Emiliano Zapata exigen la implementación de programas al desarrollo social y reforma agraria, mientras que para Venustiano Carranza, la necesidad primordial fue la de implementar reformas políticas a largo plazo. Esto trajo consecuencias negativas, puesto que el debate se empobreció y los acuerdos quedaron pendientes dejando claras las divisiones entre las facciones.
De esta manera, se disolvió el ejército constitucionalista y surgió la facción de los Carrancistas (junto con los cuerpos de ejército al mando de: Álvaro Obregón y Pablo González) que se vieron sometidos a la presión de Villa y Zapata, líderes de la División del Norte y el Ejército Libertador del Sur, respectivamente. Enrique Krauze menciona en su crónica, Puente Entre Siglos: Venustiano Carranza, que los Constitucionalistas (nombre alterno de la facción Carrancista) lograron recuperar el territorio perdido derrotando a Francisco Villa en 1915, mientras que en 1919, el general Pablo González es ordenado a mitigar las guerrillas sureñas comandadas por Emiliano Zapata.

### Reagrupación y fin

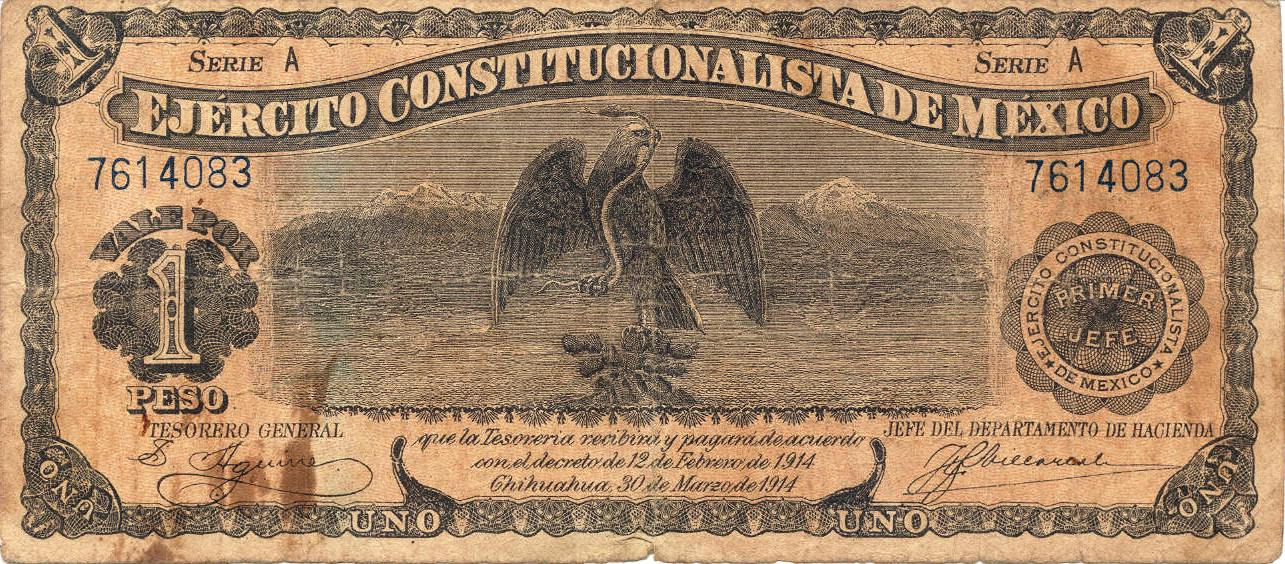
Billete del Ejército Constitucionalista.

Como consecuencia de la victoria de los Constitucionalistas, desde 1915 hasta 1919, el ejército constitucionalista logró una vez más su consolidación para mantener el orden y el régimen del entonces nuevo presidente de México, Venustiano Carranza. El ejército se encontraba regido con base en los principios que emanaban de la nueva constitución de 1917. El presidente Carranza promovió un modelo de gobierno y mando centralizado, que se proliferó a su vez a las fuerzas armadas.
El escenario militar quedó en el pasado y dio lugar a la carrera política de diversos candidatos, entre los que destacan: Álvaro Obregón y Adolfo de la Huerta, futuros presidentes de la República en ese entonces. En gobiernos posteriores, el ejército constitucionalista, ya como un elemento formal del gobierno federal, también fue protagonista de conflictos como la posterior rebelión de Adolfo de la Huerta y de la Guerra Cristera. Este último conflicto dio como origen a la institucionalización de las fuerzas militares, dando fin al ejército constitucionalista y reformándolo en lo que actualmente se conoce como el Ejército Mexicano.

## Ejército del Noroeste
El Ejército del Noroeste fue uno de los múltiples ejércitos mexicanos que surgieron durante la revolución mexicana. Este ejército fue liderado por Álvaro Obregón, y formado en 1913 con la intención de mantener el orden constitucional del país y de derrocar al gobierno federal entonces presidido por Victoriano Huerta.

## Elementos y organización
Desde su creación, el general Venustiano Carranza fue quien asumió la dirección del ejército constitucionalista hasta el fin de la Revolución Mexicana. Los primeros objetivos fueron defender los ideales democráticos de Madero y la legalidad de la constitución de 1857 (justificación del nombre de la facción). Asimismo, el ejército luchaba por un tipo de gobierno: una república federal democrática representativa, con implementación de liberales y la aplicación de las Leyes de Reforma.

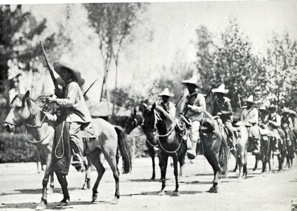
El ejército constitucionalista entrando por Paseo de la Reforma (1915).

El ejército constitucionalista se conformó por siete cuerpos: Cuerpo del Noroeste, cuerpo del noreste, cuerpo del oriente, cuerpo del occidente, cuerpo del centro, cuerpo del sur y cuerpo del sureste.

## Aprobación externa
Según la historiadora Rosalía Velázquez Estrada, la relación entre Venustiano Carranza, jefe del ejército Constitucionalista, y los Estados Unidos era más que conocida. La autora menciona en su libro, John Kenneth Turner y Venustiano Carranza: una alianza en contra del intervencionismo estadounidense, que en abril de 1914 los Estados Unidos invadieron el puerto de Veracruz, mientras se disputaba el poder entre Victoriano Huerta y Venustiano Carranza. Aunque la lucha de Carranza no era reconocida por el gobierno estadounidense, es cierto que le permitan introducir armamento a través del puerto de Veracruz para poder luchar contra Huerta.
Para las fuerzas carrancistas resultaba indispensable el reconocimiento del gobierno de los Estados Unidos. Para lograrlo, Carranza ofreció una entrevista en noviembre de 1913 a Henry Aller Tupper, comisionado del Foro Internacional de la Paz. A esta reunión también asistió el periodista John Kenneth Turner, quien fue uno de los principales responsables de crear la imagen de Carranza y ayudarlo a obtener el apoyo de los Estados Unidos. Tanto Lincoln Steffens como John Kenneth Turner apoyaron a Carranza en todo momento. Se aprobaron las medidas empleadas por su gobierno, así la búsqueda de reconocimiento oficial del mismo y lo defendieron ante la opinión pública estadounidense. El apoyo de la prensa socialista en los Estados Unidos significó obtener el apoyo de ciertos sectores de este país. Uno de los tantos trabajos asignados por Carranza para mejorar su imagen fue la publicación de algunos artículos en contra de Villa. La paga por este trabajo era de dos mil dólares, mil a cuenta y el resto a la entrega del trabajo. Como era de esperarse, el convenio entre Carranza y Turner se manejó con la mayor discreción posible.

## Conclusiones
El ejército constitucionalista sin duda representó un avance sin precedentes en la historia de México. Inicialmente fungió como un elemento de unión entre los habitantes de la República Mexicana, para después convertirse en el medio para restablecer la democracia y la validez de los elementos legales básicos en un país, como la Constitución Política de los Estados Unidos Mexicanos.
Evidentemente, el diferencial de opiniones puede resultar tanto positivo como negativo, pues la postura liberal contra la conservadora siempre ha existido en todos los países. En el caso de la Revolución Mexicana, fue una lucha complicada puesto que sus participantes en ocasiones solo veían por sus intereses. La lucha armada fue necesaria, y es por eso que el ejército constitucionalista fue clave para la resolución de este conflicto.
A pesar de las diferentes opiniones expresadas en la primera disolución del ejército, se logró institucionalizar para no solo ayudar en épocas de violencia, sino actuar como un elemento de apoyo contra otro tipo de conflictos y es así como finalmente evolucionó en lo que ahora se conoce como el Ejército Mexicano [cita requerida].